# Lis Aaltonen
Lis Aaltonen (født 24. april 1940 i København) er tidligere dansk politiker fra Det Konservative Folkeparti. Hun var borgmester i Vejen Kommune fra 1982 til 1986 og medlem af Folketinget fra 1984 til 1988.

## Opvækst og uddannelse
Lis Aaltonen er datter af værkfører Henning Hansen og direktrice Tove Hansen. Hun tog realeksamen på Falkenborgskolen i Frederikssund i 1958 og blev kontoruddannet hos Nordisk Brandforsikring Akts. fra 1958 til 1960. I 1973 gennemgik hun et kursus i arbejdsstudieteknik 1973.

## Erhverv
I en årrække fra 1961 til 1977 var Aaltonen medhjælpende hustru på strømpefabrikken Aalto. Hun var salgsleder i Aalto ApS fra 1977 til 1979 og afdelingsleder i Keld Ellentoft A/S i Vejen fra 1980 til 1982.

## Politisk karriere og tillidsposter
Aaltonen var bestyrelsesmedlem i Den Konservative Vælgerforening i Vejen 1972 til 1976. Hun blev medlem af kommunalbestyrelsen i Vejen Kommune i 1976. I byrådet var hun medlem af teknisk udvalg og økonomiudvalget fra 1976. I 1978 blev hun formand for teknisk udvalg og fra 1982 til 1986 var hun borgmester i Vejen Kommune.
I 1982 blev Lis Aaltonen opstillet til Folketinget for Det Konservative Folkeparti i Ribekredsen. Ved det følgende folketingsvalg i 1984 opnåede hun med 3.324 stemmer (heraf 1.559 personlige) et kredsmandat i Ribe Amtskreds. Hun blev genvalgt ved folketingsvalget 1987 med 5.426 stemmer (heraf 2.995 personlige). Ved folketingsvalget 1988 mistede hun med 4.526 stemmer (heraf 2.350 personlige) sit mandat i Folketinget.
Andre tillidsposter er formand for genbrugsprojektet "Assersbølgaard" 1978-1982 og næstformand i Vejen Byggeselskab 1978-1984.